# New York Dolls
New York Dolls byla americká rocková skupina, která byla založena v roce 1971 v New Yorku. Spolu s kapelami The Velvet Underground a The Stooges patří k prvním kapelám punkrockové hudební scény. V době vzniku byli v sestavě skupiny New York Dolls zpěvák David Johansen, kytarista Johnny Thunders, baskytarista Arthur Kane, kytarista a hráč na klávesové nástroje Sylvain Sylvain a na bicí nástroje s nimi hrál Jerry Nolan. Poslední dva v roce 1972 nahradili Rick Rivets a Billy Murcia. Podle vyjádření v Encyklopedii populární hudby (Encyclopedia of Popular Music), patří skupina New York Dolls k zakladatelům hnutí punku a glam metalu, a byla jednou z nejvlivnějších rockových hudebních skupin posledních dvaceti let". Na pódiu nosili androgynní oblečení – vysoké podpatky, výstřední klobouky, satén, make-up, elastické oblečení a šaty. Nolan skupinu v roce 1974 popsal jako „dnešní Dead End Kids“.
Přestože se první sestava kapely rychle rozpadla, jejich dvě první alba New York Dolls (1973) a Too Much Too Soon (1974) se stala jedněmi z nejpopulárnějších kultovních nahrávek rokenrolu. Kapela New York Dolls ovlivnila skupiny jako Sex Pistols, Kiss, Ramones, Guns N' Roses, The Damned a The Smiths, jejíž frotman Morrissey zorganizoval nové spojení na vystoupení členů kapely, kteří se dožili roku 2004. Po novém spojení kapely její členové nahráli a vydali tři další alba: One Day It Will Please Us to Remember Even This (2006), Cause I Sez So (2009) a Dancing Backward in High Heels (2011). Po britském turné s Alice Cooperem v roce 2011 se kapela Dolls znovu rozpadla. Poslední žijící původní člen kapely David Johansen zemřel v roce 2025.

## Diskografie
- New York Dolls (1973)
- Too Much Too Soon (1974)
- Lipstick Killers – The Mercer Street Sessions 1972 (1981)
- Red Patent Leather (1984)
- Seven Day Weekend (1992)
- Paris Le Trash (1993)
- Live In Concert, Paris 1974 (1998)
- From Paris With Love (L.U.V.) (2002)
- Manhattan Mayhem (2003)
- One Day It Will Please Us to Remember Even This (2006)
- Cause I Sez So (2009)
- Dancing Backward in High Heels (2011)

## Členové
- David Johansen – zpěv, harmonika (1971–1976, 2004–2011)
- Sylvain Sylvain – kytara, baskytara, klavír (1971–1976, 2004–2011)
- Johnny Thunders – kytara, zpěv (1971–1975)
- Arthur Kane – baskytara (1971–1975, 2004)
- Billy Murcia – bicí (1971–1972)
- Rick Rivets – kytara (1971)
- Jerry Nolan – bicí (1972–1975)
- Peter Jordan – baskytara (1975–1976)
- Blackie Lawless – kytara (1975)
- Chris Robison – klávesy (1975)
- Tony Machine – bicí (1975–1976)
- Bobby Blaine – klávesy (1976)
- Steve Conte – kytara, zpěv (2004–2010)
- Aaron Lee Tasjan - kytara (2009)
- Gary Powell – bicí (2004)
- Sami Yaffa – baskytara (2005–2010)
- Brian Koonin – klávesy (2005–2006)
- Frank Infante – kytara (2010–2011)
- Jason Hill – baskytara (2010–2011)
- Jason Sutter – bicí (2011)
- Kenny Aaronson – baskytara (2011–2014)
- Earl Slick – kytara (2011–2014)
- Brian Delaney – bicí (2005–2011, 2011)
- Claton Pitcher – kytara (2011)